# Mont-Saint-Jean (Costa d'Or)
Mont-Saint-Jean és un municipi francès, situat al departament de la Costa d'Or i a la regió de Borgonya - Franc Comtat. L'any 2007 tenia 255 habitants.

## Demografia

### Població
El 2007 la població de fet de Mont-Saint-Jean era de 255 persones. Hi havia 132 famílies, de les quals 52 eren unipersonals (36 homes vivint sols i 16 dones vivint soles), 52 parelles sense fills, 20 parelles amb fills i 8 famílies monoparentals amb fills.
La població ha evolucionat segons el següent gràfic:
Habitants censats

### Habitatges
El 2007 hi havia 229 habitatges, 134 eren l'habitatge principal de la família, 66 eren segones residències i 29 estaven desocupats. 223 eren cases i 4 eren apartaments. Dels 134 habitatges principals, 107 estaven ocupats pels seus propietaris, 19 estaven llogats i ocupats pels llogaters i 8 estaven cedits a títol gratuït; 4 tenien una cambra, 13 en tenien dues, 18 en tenien tres, 40 en tenien quatre i 59 en tenien cinc o més. 103 habitatges disposaven pel capbaix d'una plaça de pàrquing. A 89 habitatges hi havia un automòbil i a 34 n'hi havia dos o més.

### Piràmide de població
La piràmide de població per edats i sexe el 2009 era:
| Homes | Edats   | Dones |
| ----- | ------- | ----- |
| 0     | 95 o +  | 0     |
| 0     | 90 a 94 | 0     |
| 0     | 85 a 89 | 0     |
| 4     | 80 a 84 | 4     |
| 8     | 75 a 79 | 4     |
| 12    | 70 a 74 | 20    |
| 24    | 65 a 69 | 8     |
| 0     | 60 a 64 | 12    |
| 12    | 55 a 59 | 8     |
| 8     | 50 a 54 | 8     |
| 16    | 45 a 49 | 8     |
| 8     | 40 a 44 | 4     |
| 16    | 35 a 39 | 8     |
| 0     | 30 a 34 | 12    |
| 8     | 25 a 29 | 8     |
| 4     | 20 a 24 | 0     |
| 12    | 15 a 19 | 4     |
| 0     | 10 a 14 | 4     |
| 8     | 5 a 9   | 4     |
| 8     | 0 a 4   | 8     |

## Economia
El 2007 la població en edat de treballar era de 159 persones, 113 eren actives i 46 eren inactives. De les 113 persones actives 106 estaven ocupades (63 homes i 43 dones) i 7 estaven aturades (2 homes i 5 dones). De les 46 persones inactives 20 estaven jubilades, 9 estaven estudiant i 17 estaven classificades com a «altres inactius».

### Ingressos
El 2009 a Mont-Saint-Jean hi havia 128 unitats fiscals que integraven 245 persones, la mediana anual d'ingressos fiscals per persona era de 16.032 €.

### Activitats econòmiques
Dels 13 establiments que hi havia el 2007, 1 era d'una empresa extractiva, 1 d'una empresa alimentària, 1 d'una empresa de fabricació d'altres productes industrials, 3 d'empreses de construcció, 2 d'empreses de comerç i reparació d'automòbils, 4 d'empreses d'hostatgeria i restauració i 1 d'una empresa de serveis.
Dels 6 establiments de servei als particulars que hi havia el 2009, 1 era un taller de reparació d'automòbils i de material agrícola, 1 guixaire pintor, 2 lampisteries, 1 empresa de construcció i 1 restaurant.
L'any 2000 a Mont-Saint-Jean hi havia 17 explotacions agrícoles que ocupaven un total de 1.512 hectàrees.

## Equipaments sanitaris i escolars
El 2009 hi havia una escola elemental integrada dins d'un grup escolar amb les comunes properes formant una escola dispersa.

## Poblacions més properes
El següent diagrama mostra les poblacions més properes.